# زیردریایی یو-۸۲۵
زیردریایی یو-۸۲۵ (به انگلیسی: German submarine U-825) یک زیردریایی بود. این زیردریایی در سال ۱۹۴۴ ساخته شد.